# Львов-Компанеец, Давид Львович
Давид Львович Львов-Компанеец (также Лев-Компанеец, настоящая фамилия Компанеец; 1918—2002) — советский композитор-песенник. Младший брат пианиста и композитора Зиновия Компанейца.

## Биография
Родился 23 июля 1918 года в Баку. Еврей. Отец, Лев Исаакович (Лейб Ицкович) Компанеец (1880—?), уроженец Гадяча, самоучка, хорошо играл по слуху. Племянник композитора Г. И. Компанееца (1881—1959).
В 1936—1939 годах обучался по композиции у В. Я. Шебалина и игре на виолончели у Леопольда Ростроповича в Музыкальном училище им. Гнесиных.
В 1939—1945 годах служил в духовом оркестре Московского Краснознаменного пехотного училища. Участник обороны Москвы, Парада Победы.
В 1950 году окончил Московскую консерваторию по классу композиции Н. Я. Мясковского (ранее занимался у Д. Б. Кабалевского и Д. Д. Шостаковича).
Композитор работал в различных жанрах. Им написаны сочинения для оркестров - симфонического (Симфония, лирическая кантата «Русские песни», симфонические миниатюры для детей), эстрадного (сюита «Азербайджанские картинки», Молодежный марш, Русская фантазия, Концертный вальс, Увертюра), русских народных инструментов («Кадрильный наигрыш», «Гармонист играет» и др.). Он автор и песен («Светлана», «Ветерок бессонный»), танцевальной музыки, а также музыки к кинофильмам.
Умер в 2002 году. Урна с прахом захоронена в колумбарии на Ваганьковском кладбище.
Материалы, посвящённые Львову-Компанеецу, хранятся в РГАЛИ

## Творчество

### Фильмография
Артисты цирка (1958)

### Песни
- «А пластинка все вертится» (слова Н. Лабковского)
- «Болельщица» (слова Б. Сибирякова)[5]
- «Большая ты, Россия» (слова Е. Евтушенко)
- «Верится» (слова М. Таничa)
- «Голос моей любви» (слова Р. Рождественский)
- «Днем и ночью» (слова Л. Дымовой)
- «Думай обо мне» (слова Е. Евтушенко)[6]
- «Любимая твоя» (слова Л. Куксо)
- «Не уставай» (слова Е. Евтушенко)
- «Родник» (слова М. Таничa)
- «Светлана» (слова Б. Брянского)
- «Свет улыбки твоей» (слова В. Татаринова)
- «Сердце к сердцу не приковано» (слова А. Ахматовой)
- «Скоро весна» (слова Н. Олева)
- «Старые песни» (слова М. Матусовского)
- «Старый друг» (слова Е. Евтушенко)
- «Сыплет небо порошею» (слова В. Солоухина)
- «Темна ноченька» (слова С. Есенина)
- «Ты за мной не ходи» (слова М. Таничa)

## Семья
Жена — искусствовед Вера Михайловна Хорошина (1924—?). Дочь Евгения.
Двоюродный брат — доктор технических наук, специалист по котельным установкам Натан Борисович Либерман — был женат на дочери первого секретаря ЦК КП(б) Узбекистана И. А. Зеленского.